# بيت شريفرز
بيت شريفرز ، من مواليد 15 ديسمبر 1946 ، لاعب كرة قدم هولندي سابق.
لعب مع منتخب هولندا لكرة القدم.

## وصلات خارجية
- بيت شريفرز على موقع الاتحاد الدولي (مؤرشف)  (الإنجليزية)
- بيت شريفرز على موقع قاعدة بيانات كرة القدم.إي يو (الإنجليزية)
- بيت شريفرز على موقع ناشيونال فوتبول تيمز (الإنجليزية)
- بيت شريفرز على موقع عالم كرة القدم.نت (الإنجليزية)